# 聖母女子短期大学
聖母女子短期大学（せいぼじょしたんきだいがく、英語: Seibo Junior College of Nursing）は、東京都新宿区下落合4-16-11に本部を置いていた日本の私立大学である。1950年に設置され、2006年に廃止された。大学の略称は聖母短大。

## 概要

### 大学全体
- 東京都新宿区に所在した日本の私立短期大学で、設置主体は学校法人聖母学園[注 1]
- 国内で最初に認可された短期大学149校[注 2]の1校として、1950年に1学科体制で開学した[3]。1987年に専攻科を置き、1990年度から入学定員を拡大し、以後は変更なし。
- 2003年度の入学生を最後に[注釈 2]、2006年に閉学する[注釈 3]

### 建学の精神（校訓・理念・学是）
- 聖母女子短期大学の学是：「愛によりて真理へ」

### 教育および研究
- 看護教育に注力して聖母病院で臨床実習を実施した。
- 養護教諭を養成した。
- 一般教育科目に「キリスト教学」を置いた。
- 全寮制を原則とした。

### 学風および特色
- 聖母女子短期大学は、マリアの宣教者フランシスコ修道会が設立母体である。
- 母の日のミサやアベマリアの夕べなど宗教行事を催した。

## 沿革
- 1948年 聖母厚生女子学院を創設する。
- 1949年10月 文部省[注釈 4]へ短期大学[注 3]の設置認可を申請する[注 4][注 5]。
  - 厚生学科 入学定員30名
- 1950年
  - 3月14日 短期大学が文部省[注釈 4]認可を受ける[注 6]。
  - 4月1日 聖母女子短期大学を開学する[注 7]。
    - 厚生学科 入学定員30名
- 1954年5月1日 学生数[18]/定員
  - 厚生科 84[注釈 5]/90
- 1969年
  - 4月1日 厚生科を看護科へ改称する[19]。
  - 5月1日 学生数[20]/定員
    - 看護科 116[注釈 5]/90
- 1985年5月1日 学生数[21]/定員
  - 看護科 122[注釈 5]/90
- 1986年
  - 5月1日 学生数[22]/定員
    - 看護科 130[注釈 5]/90

  - 12月24日 専攻科設置が認可される[注 8]。
- 1987年5月1日 学生数[25]/定員
  - 看護科 126[注釈 5]/90
- 1990年
  - 4月1日 看護科の入学定員を40人へ拡大する[注 9]。
  - 5月1日 学生数[30]/定員
    - 看護科 118[注釈 5]/100
- 1991年5月1日 学生数[31]/定員
  - 看護科 122[注釈 5]/110
- 1992年5月1日 学生数[注 10]/定員
  - 看護科 122[注釈 5]/120
- 1999年5月1日 学生数[34]/定員
  - 看護科 133[注釈 5]/120
- 2003年4月1日 短期大学の学生募集を最終とする[注釈 2]。
- 2006年6月14日 廃止する[注釈 3]。

## 基礎データ

### 所在地
- 東京都新宿区下落合4-16-11[注釈 1]

### 象徴
- カレッジマークはイエス・キリストの十字架から着想した[注 11]。

## 教育および研究

### 組織

#### 学科
看護科 入学定員40名

#### 専攻科
助産学専攻 入学定員15名

#### 資格
受験資格
- 看護師：看護科
- 助産師：専攻科助産学専攻

教職課程
- 中学校教諭二種免許状（保健）- 看護師養成短期大学で中学校教諭の課程設置は少数であった[注 13]。
- 養護教諭二種免許状[36]
- 当初は中学校教諭と高等学校教諭免許状（保健）の教職課程を併設[42]した。

### 研究
『聖母女子短期大学紀要』

## 学生生活

### 部活動・クラブ活動・サークル活動
クラブ活動はコーラス、ギター、手話、華道、茶道など文化系クラブが盛んであった。

### 学園祭
学園祭は「聖母祭」と称し、研究発表や展示、健康チェックやクラブ発表、バザーなどを催した。

## 施設

### 寮
- 学内にあり。2年次までは寮生活が必須とされた[36]。

## 卒業後進路

### 就職
- 看護職が最多で聖母病院、日本医科大学付属病院、慶應義塾大学病院、虎の門病院などへ入職し、小学校や高等学校の養護教諭、中学校教諭もいた。

### 編入学と進学実績
- 看護科卒業生は、本短期大学専攻科ほか埼玉県立衛生短期大学専攻科などへ進学した。

## 関連サイト
- 聖母大学案内